# Я — Хортиця
«Я — Хортиця» (рос. «Я — Хортица») — український радянський художній фільм 1981 року режисера Олександра Ігішева.

## Історія
В основі фільму — реальні події часів німецько-радянської війни.
У квітні 1981 року на великі екрани вийшов художній фільм «Я — Хортиця». Перший публічний перегляд кінострічки відбувся у запорізькому палаці культури «Орбіта». Знімали ж фільм у Запоріжжі, та й про події, що відбувалися у серпні 1941 року саме в цьому місті під час німецької окупації.
Найпочесніші гості запорізької  кінопрем'єри 1981 року були вихованці Запорізької дитячої залізниці. За рік до прем'єрного показу фільму, у 1980 році, платформи дитячої залізниці отримали назви «юних чапаєвців»: Володі Литяги, Христофора Ємельянова, Льоні Панфіловського, Віллі Писаревського. Юні запорізькі залізничники брали участь і у зйомках фільму про хортицьких школярів, а тодішній машиніст дитячої залізниці Юрій Жданов навіть зіграв одну з головних ролей — втіливши на екрані образ Льоні Панфіловського.

## Сюжет
Серпень 1941 року. Німці, захопивши острів Хортицю, що омивається з двох сторін Дніпром, підходять до Запоріжжя. На острові лишається невеликий підрозділ радянських військ. Він веде запеклий бій... Головні герої кінострічки — школярі із загону  «Юні чапаївці», який у 1941 році діяв на окупованому нацистами острові Хортиця. Молодь добре знала острів, його потаємні тропи, численні плавні й не могли стояти осторонь — допомагала чим могла червоноармійцям, і на початку вересня 1941 року тим навіть вдалося, хоч і не на тривалий час, але вибити гітлерівців з острова Хортиці.

## У ролях
- Олег Де-Рибас
- Пілле Піхламягі
- Володимир Мкртчян
- Едуард Соболєв
- Сергій Каніщев
- Василь Скромний
- Юрій Жданов
- Лембіт Ульфсак
- Улдіс Лієлдіджс
- Микола Шутько
- Микола Рибников

## Творча група
- Сценарій: Лев Аркадьєв
- Режисер: Олександр Ігішев
- Оператор: Євген Козинський
- Композитор: Ян Михайлович.

## Цікаві факти
- У фільмі є декілька «кіноляпів» — від Запорозького дуба нібито на острові Хортиця до Дніпровської ГЕС, по якій завдала удару у фільмі німецька авіація.
- «Я — Хортиця» була четвертою кінострічкою, зйомки якої відбулися у Запоріжжі, де одну з ролей грав Микола Рибников.